# Bovespa Holding
Bovespa Holding foi uma companhia fundada em 28 de agosto de 2007 e constituída no âmbito das operações societárias que viabilizaram a integração da BM&F e da BOVESPA. Em 28 de novembro de 2008, a Bovespa Holding S.A. foi incorporada pela BM&FBOVESPA S.A. – Bolsa de Valores, Mercadorias e Futuros, e, consequentemente, foi extinta.
No dia 26 de outubro de 2007 abriu seu capital na própria Bovespa e conseguiu levantar 6,625 bilhões de reais e o índice Ibovespa fechou em alta de 3,10 por cento, batendo o 40º recorde de 2007.
No ano de 2007 teve lucro de 478,5 milhões de reais e o que equivale a 139 por cento a mais que em 2006, a justificativa desse aumento nos rendimentos foi devido ao grandes números de IPOs ocorridos no ano, em 2007 houve 64 IPOs na Bovespa.
Em 2009, a Cetip - Central de Custódia e Liquidação Financeira de Títulos abre capital, e finalmente, em 2017, ocorre a fusão da Cetip com a Nova Bolsa (BMF&Bovespa), criando a B3, a atual Bolsa de Valores brasileira.